# IFK Helsingborg
IFK Helsingborg ist ein schwedischer Sportverein in Helsingborg, der 1896 gegründet wurde. Der Verein bietet mehrere Sportarten an, darunter Leichtathletik, Skifahren, Tennis, Bowling, Eiskunstlauf, Volleyball und Triathlon.

## Fußball
In den 1930er Jahren spielte die Fußballmannschaft in der zweiten Liga (heute Superettan). Sie erreichte den zweiten Platz nur drei Punkte hinter Landskrona Bois, der in die höchste Spielklasse Allsvenskan aufrückte. In der Saison 1935/36 unterlag der Erzrivale Helsingborgs IF – nur zwei Jahre vor dem schwedischen Meister – im Helsingborg-Derby bei Olympia mit 0:4. Die Fußballuniformen waren maisblaue Hemden und blaue Hosen. Im Jahr 1942 gab man die Fußballabteilung auf.